# Mallotus lackeyi
Mallotus lackeyi är en törelväxtart som beskrevs av Adolph Daniel Edward Elmer. Mallotus lackeyi ingår i släktet Mallotus och familjen törelväxter. Inga underarter finns listade i Catalogue of Life.